# Bembidion foveolatum
Bembidion foveolatum es una especie de escarabajo del género Bembidion, familia Carabidae. Fue descrita científicamente por Dejean en 1831.
Habita en Australia, Burkina Faso, Burundi, Camboya, Chad, Costa de Marfil, República Democrática del Congo, Gambia, Guinea, India, Indonesia, Kenia, Madagascar, Malí, Mauritania, Mauricio, Mozambique, Birmania, Níger, Senegal, Somalia, Sudáfrica, Sri Lanka, Sudán, Tanzania y Tailandia.